# Trg svetega Marka, Zagreb
Trg svetega Marka (včasih Radićev trg) je osrednji trg v zagrebškem Gornjem mestu. 
Na samem trgu se nahaja cerkev svetega Marka, po katerem je trg dobil tudi ime. Okoli trga pa se nahajajo tri najpomembnejše hrvaške državne ustanove, in sicer hrvaški Sabor, Vlada Republike Hrvaške in Ustavno sodišče Republike Hrvaške.
Leta 2006 je bil trg obnovljen.